# Haftbefehl
Haftbefehl, de son vrai nom Aykut Anhan, né le 16 décembre 1985 à Offenbach-sur-le-Main, dans l'Hesse, est un rappeur allemand d'origine Kurde.

## Biographie

### Jeunesse
Aykut Anhan naît le 16 décembre 1985, à Offenbach-sur-le-Main, d'un père kurde et d'une mère turque. Sa mère d'origine turque ; Son père est d'origine kurde-zaza de la province de Giresun, dans la région turque de la mer Noire ; Il est originaire de la province de Tunceli, située dans la région de l'Anatolie orientale en Turquie. Jeune, il fait souvent l'école buissonière. En 2006, il est emprisonné pour fraude lors d'un voyage à Istanbul. De là, il emménage aux Pays-Bas, où il vit à Amsterdam. À cette période, il écrit ses premiers textes. À son retour dans sa ville natale Offenbach, il se lance comme apprenti-mécanicien pendant seulement trois semaines.

### Carrière
Le 29 octobre 2010, il publie son premier album solo Azzlack Stereotyp, qui atteint la 59e place des classements musicaux allemands. À l'arrêt du label Echte Musik, dans lequel il est signé depuis 2009, il fonde son propre label Azzlackz qui regroupe Celo & Abdi, son frère Capo et Veysel,. Veysel quitte le label en mars 2015.
En septembre 2013, il signe avec Universal Music. En 2015, il publie sa chanson Mama, issue de l'album homonyme.
En décembre 2018, il collabore avec les musiciens Till Lindemann et Peter Tägtgren du projet Lindemann sur la chanson "Mathematik". Haftbefehl apparaît également dans le clip vidéo de ce morceau.

## Discographie

### Albums studio
- 2010 : Azzlack Stereotyp
- 2012 : Kanackiş
- 2013 : Blockplatin
- 2014 : Russisch Roulette
- 2016 : Der Holland Job
- 2020 : Das weisse Album
- 2021 : Das schwarze Album
- 2022 : Mainpark Baby
- 2024 : PLATINBLOCK

### Mixtapes
- 2012 : The Notorious H.A.F.T.
- 2015 : Unzensiert

### EP
- Azzlack Kommandant (JUICE Exclusive)
- Mathematik (En collaboration avec Lindemann)